# Бохан, Юрий Николаевич
Ю́рий Никола́евич Бо́хан (бел. Юрый Мікалаевіч Бохан; 21 февраля 1966, Минск — 13 апреля 2017, Минск) — белорусский историк-медиевист, археолог. Доктор исторических наук. Был доцентом, заведующим кафедрой экономической истории в Белорусском государственном экономическом университете.

## Биография
В 1983—1990 годах Бохан учился в Минском государственном педагогическом институте им. Горького. В 1990 году он начал работу в Институте истории Национальной Академии наук Белоруссии и в том же году поступил в аспирантуру при ней. В 1993 году перешёл в отдел истории Беларуси XIII—XVIII веков, в котором в 1997 году занял должность исполняющего обязанности заведующего отдела, а в 2001 году — уже заведующего.
В 1994 году Бохан защитил кандидатскую диссертацию «Мястэчкі вярхоўяў Віліі і нёманскай Бярэзіны ў XV—ХVІІІ стст. (па археалагічных і пісьмовых крыніцах)». В 2003 году он защитил уже докторскую диссертацию «Узбраенне і структура войска Вялікага княства Літоўскага ў другой палове ХІV — канцы ХVІ ст.». С 2005 года он являлся заведующим кафедры в Белорусском государственном экономическом университете. В 2008 году ему было присвоено учёное звание доцента.
В сферу исследовательских интересов Бохана входили вопросы урбанистического развития Великого княжества Литовского в XV—XVIII веках, вооружения и организации войска княжества XIV—XVI веков, быта феодалов княжества в XV—XVI веках, проблемы Брестской церковной унии.
Как археолог Бохан в 1991—1992 годах проводил раскопки в деревне Лоск Воложинского района. Помимо того, он стал участником раскопок в Полоцке, Мире, Молодечно и др. Также Бохан участвовал в написании книг «Археалогія Беларусі» (т. 4, 2001), «Гісторыя Беларусі» (т. 3, 2004).

## Образовательная деятельность
Бохан являлся автором учебных курсов «Вайсковая справа у ВКЛ у XIV—XVI стст.» и «Матэрыяльная культура насельніцтва беларускіх зямель у ХІV—XVIII стст.» (БГУ), одним из авторов и редактором учебного пособия «Гісторыя Беларусі: другая палова ХІІІ — першая палова ХVІ ст.: вучэб. дапам. для 7-га кл.», одним из авторов пособия «Гісторыя Беларусі ў 7 класе: вучэбна-метадычны дапаможнік для настаўнікаў устаноў агульнай сярэдняй адукацыі з беларуская і рускай мовамі навучання», одним из редакторов учебного пособия «Гісторыя Беларусі са старажытных часоў да сярэдзіны XIII ст.: вучэб. дапам. для 6-га кл.», соавтором и редактором ряда других пособий по истории Беларуси для общеобразовательных учреждений.
Также учёный являлся одним из автором и редакторов ряда учебных пособий и для высшей школы: «Гісторыя Беларусі (у кантэксце сусветных цывілізацый)» (2005), «Вялікая Айчынная вайна савецкага народа (у кантэксце Другой сусветнай вайны)» (2005), «История Беларуси: в контексте мировых цивилизаций: пособие для студентов» (2011), «Великая Отечественная война в контексте Второй мировой войны» (2013), «Экономическая история: зарубежные страны и Беларусь: учебное пособие для студентов» (2013), «Гісторыя Беларусі (у кантэксце сусветных цывілізацый)» (2013).
Под руководством Бохана трое человек защитили кандидатские диссертации. На момент смерти учёный являлся руководителем ещё двух.

## Общественная деятельность
Бохан входил в Государственный геральдический совет при Президенте Республики Беларусь, Экспертный совет по истории при Высшей аттестационной комиссии Республики Беларусь, Секцию и Президиум научно-методического совета при Министерстве образования Республики Беларусь, Совет Национального исторического архива Беларуси, Совет ИСГО БГЭУ, являлся главным редактором сборника «Архивариус», председателем редакционного совета журнала «Беларускі гістарычны часопіс», членом редколлегии журнала «Веснік Беларускага дзяржаўнага эканамічнага універсітэта» и т. д.